# Vieux (Ardennes)
Pour les articles homonymes, voir Vieux.
Vieux est une localité de Marvaux-Vieux et une ancienne commune française, située dans le département des Ardennes en région Grand Est.

## Histoire
Elle fusionne, en 1828, avec la commune de Marvaux, pour former la commune de Marvaux-Vieux. Elle devient un hameau de la commune.

## Administration
| Période                                  | Période | Identité | Étiquette | Qualité |
| ---------------------------------------- | ------- | -------- | --------- | ------- |
|                                          |         |          |           |         |
| Les données manquantes sont à compléter. |         |          |           |         |

## Démographie
| 1793 | 1800 | 1806 | 1821 |
| ---- | ---- | ---- | ---- |
| 80   | 83   | 85   | 91   |

Histogramme

(élaboration graphique par Wikipédia)